# ابو احمد عسکری
ابو احمد عسکری، حسن بن عبدالله بن سعید بن إسماعیل بن زید بن حکیم عسکری از پیشوایان ادب است. به گفتهٔ مورخینی چون محمد بن جریر طبری، ابو احمد عسکری متبحر در علوم دیگر هم بود این توانای‌های او باعث شد که در مدارس عسکر مکرم (شهر لشکر) شاگردانی چون ابوهلال عسکری را تربیت کند.
متولد بسال ۹۰۶ میلادی در شهر عسکر مکرم و متوفی بسال ۹۹۳ میلادی می‌باشد.
لقب عسکری او به دلیل ولادت این ادیب در شهر تاریخی عسکر مکرم (لشکر) می‌باشد.

## تألیف
- المختلف والمؤتلف
- کتاب علم المنطق
- کتاب الحکم والأمثال
- کتاب الزواجرو المواعظ
- التصحیف
- راحة الأرواح[۲]
- لتفضیل بین بلاغتی العرب والعجم
- تصحیفات المحدثین
- شرح ما یقع فیه التصحیف والتحریف
- تصحیح الوجوه والنظائر
- المصون فی الادب
- صناعة الشعر
- أخبار المصحفین[۳]